# Festetics Leó
Tolnai gróf Festetics Leó (Pécs, 1800. október 8. – Budapest, 1884. november 15.) a pesti Nemzeti Színház igazgatója, zeneszerző.

## Életpályája
Festetics Péter és Katharina Sturm egyetlen gyermeke volt. Különösen érdeklődött a művészetek, leginkább a zene iránt. Előbb a bécsi Theresianumban, majd a György nagybátyja által alapított keszthelyi Georgikonban tanult. 1825-1840 között gyakorta megfordult a pozsonyi országgyűlésben, illetve környékén, ahová azonban nem a politika, hanem inkább a társasélet vonzotta. Az 1830-as években kibontakozott „óvodamozgalom” ügyét felkarolva a Tolnán telket és házat adományozott egy "kisdedóvóintézet" felállítására, amely 1836-ban nyílt meg. Leó 1843-ban örökölt birtokaitól megvált és Veszprémben vett újat, ahová el is költözött. Az 1848–49-es forradalom és szabadságharc alatt visszahúzódva élt, szerepet egyik oldalon sem vállalt.
1852-ben a kormány kinevezte a Nemzeti Színház igazgatójává. Ezen pozícióban töltött ideje alatt nem éppen szerencsésen működött, szemére vetették, hogy elhanyagolja a drámát az opera miatt, és a modora is kissé rideg. Emiatt 1853-ban Délibáb címmel lapot is indított a maga művészeti nézeteinek kifejtésére, propagálására. A színház bevételeinek növelése végett ugyanakkor megépíttette a nagyerkélyt. 1854-es távozása után gróf Ráday Gedeon lett a vezető.
1864-ben részt vett az Országos Színiiskola (Színészeti Tanoda) megalakításában, aminek 1865-ben a főigazgatója lett. Állásából 1880-ban a közte és az egyik tanár, Szigeti József között kialakult viszály miatt távozott (nyugdíjba vonult).

## Családja
Első felesége krajovai és topolyai báró Kray Borbála (1798–1866) volt, aki négy gyermeket szült neki; Béla (1825–1894), Franciska (1827–1878), Borbála (1831–1888) és Gyula (1834–1911). Felesége halála után Leó nőül vette a szintén nemesi származású Kubinyi Krisztinát (1837–1908), közös gyermekük azonban nem született.

## Munkái
- A nemzeti szinházról (Pest, 1856.)
- Illemtan. A szini tanoda használatára (Pest, 1867.)

A korabeli lapokban polémikus cikkei jelentek meg. Zeneszerzőként egyházi énekeket, zongoraműveket írt.

## Források

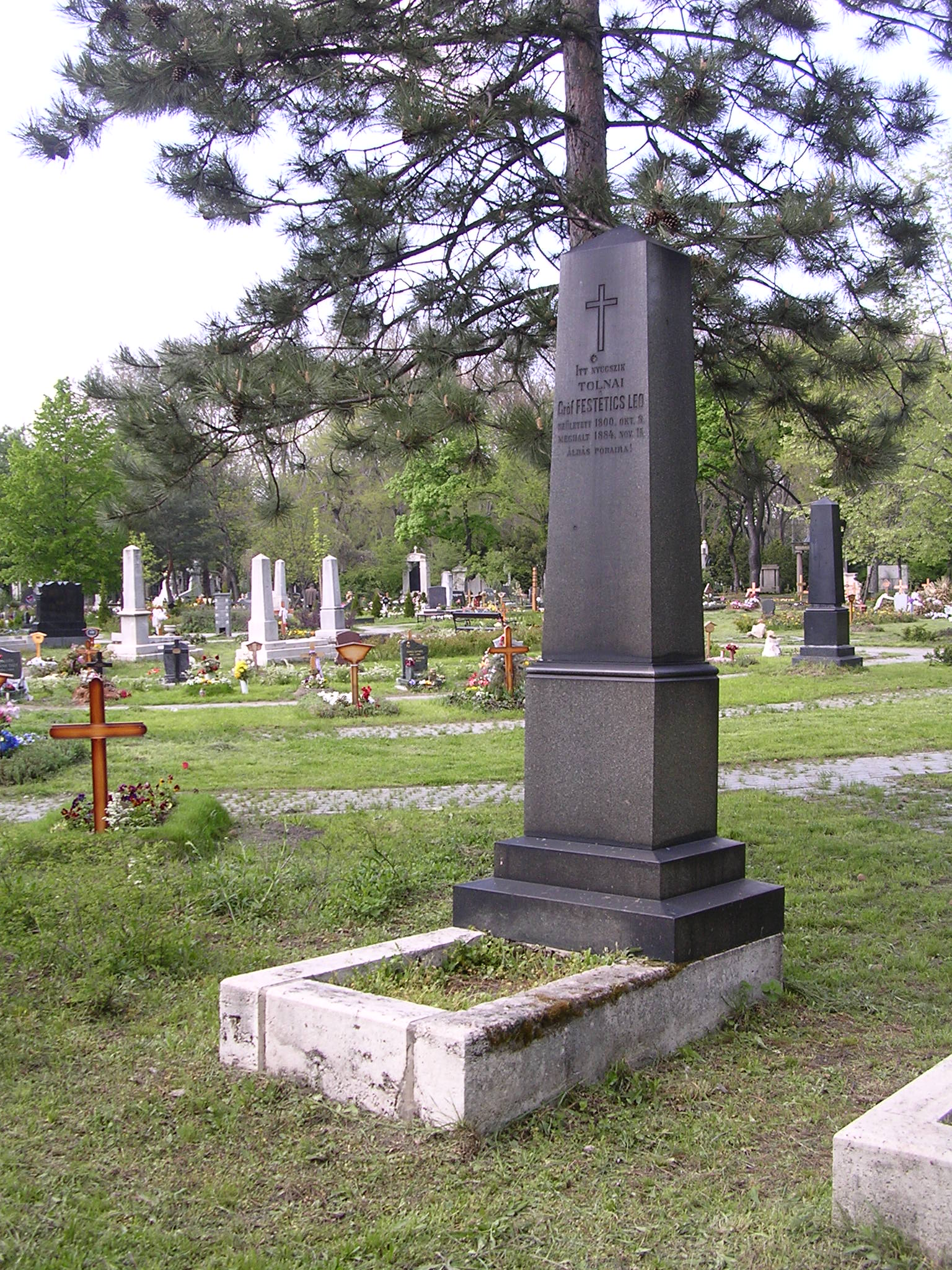
Sírja a Fiumei úti sírkertben (43-22-24)

## Kapcsolódó lapok
- Kondorosi csárda mellett